# 德夫加德
德夫加德是印度马哈拉施特拉邦阿拉伯海岸的一个城市。《郑和航海图》过洋牵星图《丁得把昔到忽鲁谟斯图》中称为丁得把昔。英国学者J.V.G.Mills 训为印度西海岸的城市代奥格尔。
16°22′25″N 73°22′40″E / 16.3735°N 73.3778°E